# بارش هسته‌ای
بارش رادیواکتیو یا بارش هسته‌ای یا غبار هسته‌ای (به انگلیسی: Nuclear fallout) ابرِ ذرات رادیواکتیو است که در نتیجهٔ منفجرشدن بمب هسته‌ای یا به وقوع پیوستن حادثه در نیروگاه هسته‌ای به وجود می‌آید.

## شکل‌گیری
هنگامی که یک بمب هسته‌ای، منفجر می‌شود توده‌ای از آتش و دود به‌وجود می‌آید که با سرعت ۵۰۰ کیلومتر در ساعت به هوا بلند می‌شوند و بر روی زمین بادی می‌وزد که سرعت آن ۳۰۰ کیلومتر در ساعت است که به سمت توده حرکت می‌کند. ذرات رادیواکتیو که از انفجار به وجود آمده‌اند، روی این مواد قرار می‌گیرند و به همراه آن بر زمین می‌ریزند. ذراتی که قطر آن‌ها بیش از دو میلی‌متر است، در نزدیکی محل انفجار فرود می‌آیند. ذراتی که کوچک‌ترند به لایه‌های بالایی اتمسفر انتقال پیدا می‌کنند و بسته به اندازهٔ خود و عواملی مانند سرعت و قدرت باد، امکان دارد صدها کیلومتر دورتر بر زمین بریزند.